# Union française
1946–1958
- Métropole et départements d'outre-mer
- Territoires d'outre-mer
- Territoires associés
- États associés (deviennent indépendants avant 1958)

Entités précédentes :
- Second empire colonial français (1815 - 1946)

Entités suivantes :
- Communauté française (1958 - 1960)
- Royaume du Cambodge
- Royaume du Laos
- État du Viêt Nam
- Viêt Nam du Nord
- Maroc
- Tunisie
- Guinée

L’Union française est l'organisation politique de la France et de son empire colonial créée par la Constitution de la Quatrième République. Elle associe la métropole et les départements d'outre-mer aux colonies françaises administrées sous la forme de territoires d'outre-mer, territoires associés (sous mandat) et États associés (sous protectorat).
Contrairement aux statuts différenciés qui avaient cours jusqu'alors, l'ensemble des ressortissants de l'Union française possède en théorie le statut de citoyen et l'indigénat est aboli. Cependant, l'Union française souffre dès son entrée en vigueur de contradictions. En effet, ce projet qui apparaît comme mettant en place une association entre peuples égaux réaffirme en fait la souveraineté de la France dans ses territoires d'outre-mer. Le général Catroux note par exemple : « L'écart des principes énoncés dans le préambule de la Constitution de l'application qui en a été faite. Alors [que] ces principes postulent un système fédéral régissant des parties égales en droits et en devoirs, celui qui a été réalisé réserve en fait à la France les prérogatives des pouvoirs exécutif et législatif, les autres États et pays composants ne possédant que la faculté d'émettre des avis ». 
L'écart entre la théorie et la pratique a finalement discrédité l'Union française (notamment lors de la guerre d'Indochine et celle d'Algérie), qui sera finalement remplacée par la Communauté française avec l'avènement de la Cinquième République en 1958.
Néanmoins, les institutions de l'Union française ont joué un rôle non négligeable concernant la formation d'élites étrangères, notamment africaines, qui ont pu s'exercer à la gestion des affaires publiques. Certaines de ces élites seront en première ligne au moment de l'indépendance de leur pays dans les années 1960.

## Histoire

### Prémices
À l'issue de la Seconde Guerre mondiale, la classe politique française, toujours attachée à l'empire colonial, ne pensait pas que celui-ci allait disparaître. Certains hommes politiques envisageaient plutôt de repenser la domination que la France exerçait sur les territoires qui constituaient son domaine colonial.
Ainsi, dès 1941 dans la Charte de l'Atlantique, le Royaume-Uni et les États-Unis affirment de nouveaux principes qui semblent amorcer un début de décolonisation (par exemple, à l'article 3, ces deux pays s'engagent à respecter « le droit qu'ont tous les peuples de choisir la forme de Gouvernement sous laquelle ils entendent vivre ; et ils désirent voir restituer, à ceux qui en ont été privés par la force, leurs droits souverains »).
Néanmoins, pour la France, l'indépendance des anciennes colonies est exclue, notamment lors de la conférence de Brazzaville qui se déroule en janvier et février 1944, même si des recommandations sont faites sur une meilleure représentation des colonies dans la future Assemblée constituante et est évoqué un potentiel projet fédéraliste. Le maintien des anciennes colonies sous la tutelle française avec l'octroi de droits pour les habitants de ces territoires semble être, pour les dirigeants français, la solution pour réorganiser l'Empire colonial tout en rassurant les Français sur leur avenir alors que la métropole est ruinée à la suite de la guerre.

### Premier projet
La première Assemblée constituante compte 63 députés d'outre-mer sur 585 membres (33 représentaient les territoires d'outre-mer relevant du ministère des Colonies, 26 l'Algérie, 2 les Français du Maroc et 2 les Français de la Tunisie). Cette répartition des sièges n'est pas proportionnelle à la population que chacun des députés représente. De plus, les élections dans les colonies se sont faites selon un double collège qui exclut la majorité des habitants du vote.
La Constitution est votée par l'Assemblée le 19 avril 1946 et ne comporte pas de chapitre spécifique sur l'Union française qui est définie à l'article 41 de la manière suivante : « La France forme avec les territoires d'outre-mer et leurs populations d'une part, et avec les États associés d'autre part, une union librement consentie dont les ressortissants jouissent des droits et libertés de la personne humaine garantis par la présente déclaration ». Cet article avec l'expression « librement consentie » laisse la place à un choix de la part des anciennes colonies. Par ailleurs, un autre article dispose que « tous les nationaux et ressortissants français de la métropole et des territoires d'outre-mer jouissent des droits politiques attachés à la qualité de citoyens ». Dans la foulée, des lois sont votées par l'Assemblée et témoignent de cette volonté d'égalité :
- le 11 avril 1946, la loi Houphouët-Boigny abolit le travail forcé[7]
- le 25 avril 1946, la loi Lamine Guèye généralise le statut de citoyen à l'ensemble des territoires colonisés (à la suite de l'abolition de l'indigénat)
- vote de la loi qui institue le FIDES (Fonds d'investissement pour le développement économique et social des territoires d'outre-mer) devant permettre à ces espaces de contracter des crédits peu coûteux et donc d'y établir de nouvelles institutions ou infrastructures, grâce à des contributions de la métropole mais aussi des pays concernés[8].

Cependant, cette Constitution est rejetée à la suite d'un référendum pour des motifs internes (monocaméralisme) entraînant la rédaction d'une deuxième Constitution.

### Second projet
À la suite de l'élection d'une nouvelle Assemblée constituante, deux groupes se réunissent afin de peser sur le futur projet :
- les États généraux de la colonisation française : ils représentent les intérêts économiques coloniaux et se dressent contre la généralisation de la citoyenneté à l'ensemble des habitants des colonies tout en voulant réaffirmer la souveraineté française.
- l'intergroupe des parlementaires autochtones présidé par Lamine Guèye : leur texte est présenté le 26 juillet par Ferhat Abbas devant la commission de la Constitution ; il organise un potentiel séparatisme et remet en cause la souveraineté française dans ces territoires (pour eux, chaque espace colonial devra avoir opté au bout de 20 ans pour l'une des trois options suivantes : l'indépendance et la sécession en premier lieu, le statut d’État librement fédéré en deuxième lieu et enfin l'intégration dans la nation française en dernier lieu ; entretemps, chaque territoire doit se donner sa propre constitution) : il est rejeté[9].

Un nouveau projet est alors rédigé et inclus dans la nouvelle Constitution qui est adoptée par référendum et établie le 27 septembre 1946. L'Union française et son organisation font l'objet d'un titre spécifique, le titre VIII de la Constitution. L'Union française y est présentée ainsi :

« La France forme avec les peuples d'outre-mer une Union fondée sur l'égalité des droits et des devoirs, sans distinction de race ni de religion.
L'Union française est composée de nations et de peuples qui mettent en commun ou coordonnent leurs ressources et leurs efforts pour développer leurs civilisations respectives, accroître leur bien-être et assurer leur sécurité. 
Fidèle à sa mission traditionnelle, la France entend conduire les peuples dont elle a pris la charge la liberté de s'administrer eux-mêmes et de gérer démocratiquement leurs propres affaires, écartant tout système de colonisation fondé sur l'arbitraire, elle garantit à tous l'égal accès aux fonctions publiques et l'exercice individuel ou collectif des droits et libertés proclamés ou confirmés ci-dessus. »

Dans cette formulation, il n'y a pas de remise en cause du discours des années 1930 sur la mission civilisatrice de la France. Ainsi, cette union est imposée aux anciennes colonies qui n'ont pas le choix.
Le statut de l'Union française est vu comme évolutif : à l'article 75, il est stipulé que les « statuts respectifs des membres de la République et de l'Union française sont susceptibles d'évolution » (même si, pour que ce changement ait lieu, il y a toujours besoin d'une approbation du Parlement français).
Toutefois, malgré l'affirmation de « l'égalité des droits et des devoirs » des habitants de l'Union française et un article de la Constitution qui réaffirme la citoyenneté pour tous (l'article 80 stipule que « tous les ressortissants des territoires d'outre-mer ont la qualité de citoyens, au même titre que les nationaux français de la métropole ou des départements d'outre-mer »), il n'y a pas d'égalité en matière électorale. En effet, l'article 80 stipule également que ce sont des lois particulières qui doivent définir « les conditions dans lesquelles ils exerceraient leurs droits de citoyens ». Dans la pratique, c'est donc le maintien du suffrage restreint et du double collège qui dément l'idéal d'égalité :
- le premier collège comprend les citoyens de statut civil français ;
- le deuxième collège comprend les autochtones.

Chaque collège est représenté à égalité dans les instances territoriales d'outre-mer, même si la population autochtone est largement majoritaire dans ces pays.

### Progressif délitement de l'Union française
L'égalité des citoyens n'a donc pas de réalité pratique malgré le développement de nombreux partis nationalistes en Afrique occidentale et équatoriale dans la période immédiate de l'après-guerre qui se rassemblent par exemple sous la direction du RDA (Rassemblement démocratique africain). Par ailleurs, plusieurs États quittent l'Union comme le Viêt Nam et le Cambodge en 1955 ; le Maroc et la Tunisie qui avaient toujours refusé d'adhérer à l'Union française obtiennent finalement leur indépendance en 1956.
Cette année-là, la France est dans une situation compliquée : elle vient d'essuyer un échec en Indochine ; des luttes syndicales ont lieu en Afrique parallèlement aux succès électoraux du RDA, ; enfin, la guerre d'Algérie débute. La France veut installer un répit dans ses anciennes colonies et pour cela, réorganise en partie l'Union française par le biais de la loi-cadre Defferre :
- le double collège est supprimé ;
- une décentralisation du pouvoir de la métropole vers les territoires de l'Union est opérée, de même qu'une déconcentration administrative est réalisée.

Néanmoins, la guerre en Algérie continue : des troupes de l'Union française y sont envoyées, ce qui signe la réelle fin de cette institution qui devient là le moyen d'assurer par la force les liens entre la France et ses anciennes colonies. Le général De Gaulle est finalement rappelé au pouvoir, une nouvelle Constitution est adoptée, abolissant de fait l'Union française, et instituant à sa place la Communauté française.
Après 1958, l'Union française laissera place à la Communauté française et à l'officieuse Françafrique, un réseau d'influence. La France perdant toute influence en Indochine, entre 1954 et 1956, avec les accords de Genève, son intérêt se focalise sur ses anciennes colonies africaines, où son poids reste très fort.

## Organisation
L'Union française est créée par le titre VIII Constitution du 27 octobre 1946 :

« L'Union française est formée, d'une part, de la République française qui comprend la France métropolitaine, les départements et territoires d'outre-mer, d'autre part, des territoires et États associés. »

### Composition
- Métropole et départements d'outre-mer
- Territoires d'outre-mer
- Territoires associés
- États associés (deviennent indépendants avant 1958)

L'Union française regroupe plusieurs entités :
- la République française qui comprend :
  - la France métropolitaine ;
  - les départements d'outre-mer : les départements d'Algérie (Alger, Oran, Constantine, Territoires du Sud) et les anciennes colonies départementalisées en 1946 (Guadeloupe, Guyane, Martinique, Réunion) ;
  - les territoires d'outre-mer (anciennement colonies) : Afrique-Occidentale française (Côte d'Ivoire, Dahomey, Guinée, Mauritanie, Niger, Sénégal, Soudan, Haute-Volta), Afrique-Équatoriale française (Congo, Gabon, Oubangui-Chari, Tchad), Comores, Établissements en Inde, Madagascar (dont les îles Éparses), Nouvelle-Calédonie, Établissements d'Océanie, Saint-Pierre-et-Miquelon, Côte des Somalis ;
- les territoires associés, c'est-à-dire les territoires dont le mandat avait été confié à la France sous le régime de l'ancienne Société des Nations (SDN) et qui restent sous tutelle française par le biais d'accords avec l'Organisation des Nations unies (ONU) : Togo français et Cameroun français ;
- les États associés:
  - l'Indochine française, elle-même formée de trois États : État du Viêt Nam, Royaume du Cambodge, Royaume du Laos ;

L'ensemble de ces territoires couvre une superficie de 12 451 000 km2 et compte une population de 120 millions d'habitants, dont : 
- 43 millions d'habitants pour la France métropolitaine ;
- 11 063 000 km2 et 48,8 millions d'habitants en Afrique ;
- 707 000 km2 et 27,4 millions d'habitants en Asie ;
- 95 000 km2 et 573 000 habitants en Amérique ;
- 35 000 km2 et 67 000 habitants en Océanie.

Les protectorats du Maroc et de la Tunisie, dont on avait prévu l'adhésion en tant qu'États associés, refusent d'adhérer à l'Union française et obtiennent finalement leur indépendance en 1956; certains États associés quittent également l'Union française avant sa dissolution :
- le Cambodge se retire le 25 septembre 1955[17]
- le Viêt Nam du Sud le 9 décembre 1955,
- le Laos le 11 mai 1957[18].

Les territoires de l'Inde française sont rattachés à l'Inde entre 1950 et 1954.

### Organes
L'Union française est dotée d'un président, d'un Haut Conseil et d'une Assemblée. 
D'apparence novatrice, ces deux derniers organes sont en fait dénués de tout pouvoir de décision. Le Haut Conseil ne fait qu'« assister » le gouvernement dans la conduite de l'Union, et seuls les États associés (Vietnam, Cambodge et Laos, à partir de 1950) vont en faire partie. Quant à l'Assemblée, elle ne détient qu'un rôle consultatif sous forme d'« avis » et de « recommandations ». Dans la pratique, tant le gouvernement que l'Assemblée nationale n'allaient tenir, le plus souvent, aucun compte de ses avis et de ses recommandations.

#### Présidence
La présidence est assurée par le président de la République française qui est élu par le Parlement (article 29) selon l'article 64 : les États associés ne participent donc pas à sa nomination et les autres territoires n'y participent que dans la mesure où ils sont représentés au Parlement français, au sein de laquelle la représentation n'y est pas proportionnelle aux populations représentées. 

#### Haut Conseil
Le Haut Conseil « a pour fonction d'assister le gouvernement dans la conduite générale de l'Union. » Il est composé d'une délégation du gouvernement de la République et d'une représentation des États associés sous la présidence du président de l'Union.
Il n'a pas siégé avant 1949, année où une loi précise son organisation et sa composition. La délégation du gouvernement de la République comprend :
- le président du Conseil ;
- les ministres des Affaires étrangères, de l'Intérieur, des Forces armées, des Finances et Affaires économiques et de la France d'Outre-mer ;
- le cas échéant, d'autres ministres désignés par décret pris en Conseil des ministres pour une réunion du Haut Conseil.

La représentation des États associés comprenait les délégations des gouvernements de chaque État associé telle qu'elle résulte des accords conclus entre la République et les États.

#### Assemblée de l'Union française
L'Assemblée de l'Union française est consultée sur des projets ou propositions par l'Assemblée nationale, le gouvernement français ou les États associés. Elle peut transmettre des propositions à l'Assemblée nationale ou au gouvernement mais elle n'adopte pas de lois.
Contrairement au Haut Conseil, la représentation à l'Assemblée ne se fait pas en fonction du statut des territoires (République ou État associé) mais en fonction de la géographie. L'Assemblée comprend pour moitié des représentants de la France métropolitaine et pour moitié des représentants du reste de l'Union. Ses membres sont désignés sous le terme de « conseillers de l'Union française » : au nombre de 205, ils sont élus pour six ans et il y a incompatibilité entre le mandat de parlementaire et celui de conseiller de l'Assemblée de l'Union française. De fait cette assemblée étend la représentativité des territoires et pays membres de l'union au plus haut niveau du pouvoir législatif français.

##### Composition
Les membres représentant la France métropolitaine sont élus, pour deux tiers, par les membres de l'Assemblée nationale représentant la métropole et, pour un tiers, par les membres du Conseil de la République représentant la métropole. Les membres représentant les territoires et les départements d'outre-mer sont élus par les assemblées territoriales. Les États associés peuvent « déléguer les délégués à l'Assemblée de l'Union dans des limites et des conditions fixées par une loi et un acte intérieur de chaque État ». Leur participation à l'Assemblée de l'Union est ainsi facultative, comme en ce qui concerne le Haut Conseil.
La composition de l'Assemblée est détaillée par la loi du 27 octobre 1946 (par la suite modifiée par les lois du 4 septembre 1947, du 1er décembre 1950, du 3 juillet 1952 et du 11 juin 1954).
Dans la pratique, l'Assemblée manque de représentativité, députés et sénateurs désignant trop souvent des militants, voire des candidats malheureux aux élections législatives, dépourvus de toute compétence sur les questions touchant l'outre-mer. L'autre moitié, désignée par les assemblées territoriales, est peuplée de représentants des lobbys coloniaux ou de candidats d'une docilité éprouvée.
| Nom                                                 | Statut                                                   | Sièges | Collège électoral                                                                   | Mode de scrutin                                                                     |
| --------------------------------------------------- | -------------------------------------------------------- | ------ | ----------------------------------------------------------------------------------- | ----------------------------------------------------------------------------------- |
| Départements algériens                              | Département d'outre-mer                                  | 12     | Conseil général                                                                     | Scrutin uninominal majoritaire à deux tours                                         |
| Martinique                                          | Département d'outre-mer                                  | 1      | Conseil général                                                                     | Scrutin uninominal majoritaire à deux tours                                         |
| Guadeloupe                                          | Département d'outre-mer                                  | 1      | Conseil général                                                                     | Scrutin uninominal majoritaire à deux tours                                         |
| Réunion                                             | Département d'outre-mer                                  | 1      | Conseil général                                                                     | Scrutin uninominal majoritaire à deux tours                                         |
| Guyane française                                    | Département d'outre-mer                                  | 1      | Conseil général                                                                     | Scrutin uninominal majoritaire à deux tours                                         |
| Territoire du Sénégal                               | Territoire d'outre-mer                                   | 3      | Conseil général                                                                     | Scrutin de liste à un tour - Représentation proportionnelle à la plus forte moyenne |
| Territoire de la Côte d'Ivoire                      | Territoire d'outre-mer                                   | 4      | Conseil général                                                                     | Scrutin de liste à un tour - Représentation proportionnelle à la plus forte moyenne |
| Territoire du Soudan                                | Territoire d'outre-mer                                   | 5      | Conseil général                                                                     | Scrutin de liste à un tour - Représentation proportionnelle à la plus forte moyenne |
| Territoire du Niger                                 | Territoire d'outre-mer                                   | 3      | Conseil général                                                                     | Scrutin de liste à un tour - Représentation proportionnelle à la plus forte moyenne |
| Territoire de la Guinée                             | Territoire d'outre-mer                                   | 4      | Conseil général                                                                     | Scrutin de liste à un tour - Représentation proportionnelle à la plus forte moyenne |
| Territoire de la Mauritanie                         | Territoire d'outre-mer                                   | 1      | Conseil général                                                                     | Scrutin uninominal majoritaire à deux tours                                         |
| Territoire du Dahomey                               | Territoire d'outre-mer                                   | 2      | Conseil général                                                                     | Scrutin de liste à un tour - Représentation proportionnelle à la plus forte moyenne |
| Territoire de la Haute-Volta                        | Territoire d'outre-mer                                   | 5      | Scrutin de liste à un tour - Représentation proportionnelle à la plus forte moyenne |                                                                                     |
| Territoire du Togo                                  | Territoire sous tutelle                                  | 1      | Assemblée représentative                                                            | Scrutin uninominal majoritaire à deux tours                                         |
| Territoire du Cameroun                              | Territoire sous tutelle                                  | 5      | Assemblée représentative                                                            | Scrutin de liste à un tour - Représentation proportionnelle à la plus forte moyenne |
| Territoire du Gabon                                 | Territoire d'outre-mer                                   | 1      | Conseil représentatif                                                               | Scrutin uninominal majoritaire à deux tours                                         |
| Territoire du Moyen-Congo                           | Territoire d'outre-mer                                   | 1      | Conseil représentatif                                                               | Scrutin uninominal majoritaire à deux tours                                         |
| Territoire de l'Oubangui                            | Territoire d'outre-mer                                   | 2      | Conseil représentatif                                                               | Scrutin de liste à un tour - Représentation proportionnelle à la plus forte moyenne |
| Territoire du Tchad                                 | Territoire d'outre-mer                                   | 3      | Conseil représentatif                                                               | Scrutin de liste à un tour - Représentation proportionnelle à la plus forte moyenne |
| Territoire de Madagascar                            | Territoire d'outre-mer                                   | 7      | Assemblées provinciales                                                             | Scrutin de liste à un tour - Représentation proportionnelle à la plus forte moyenne |
| Territoire des Comores                              | Territoire d'outre-mer                                   | 1      | Conseil général                                                                     | Scrutin uninominal majoritaire à deux tours                                         |
| Territoire des Somalis                              | Territoire d'outre-mer                                   | 1      | Conseil représentatif                                                               | Scrutin uninominal majoritaire à deux tours                                         |
| Territoire de l'Inde française                      | Territoire d'outre-mer                                   | 1      | Assemblée représentative                                                            | Scrutin uninominal majoritaire à deux tours                                         |
| Territoire de la Nouvelle-Calédonie                 | Territoire d'outre-mer                                   | 1      | Conseil général                                                                     | Scrutin uninominal majoritaire à deux tours                                         |
| Territoire des établissements français de l'Océanie | Territoire d'outre-mer                                   | 1      | Assemblée représentative                                                            | Scrutin uninominal majoritaire à deux tours                                         |
| Territoires de Saint-Pierre et Miquelon             | Territoire d'outre-mer                                   | 1      | Conseil général                                                                     | Scrutin uninominal majoritaire à deux tours                                         |
| Algérie                                             | Zone territoriale d'outre-mer de la République française | 6      |                                                                                     |                                                                                     |
| Viet-Nam                                            | État associé                                             | 19     | Législation interne du Viet-Nam                                                     | Législation interne du Viet-Nam                                                     |
| Royaume du Laos                                     | État associé                                             | 3      | Législation interne du royaume du Laos                                              | Législation interne du royaume du Laos                                              |
| Royaume du Cambodge                                 | État associé                                             | 5      | Législation interne du royaume du Cambodge                                          | Législation interne du royaume du Cambodge                                          |

Parmi les conseillers de l'Union française qui siègent entre 1947 et 1958 au titre des territoires d'outre-mer plusieurs sont amenés ensuite à exercer des fonctions politiques de premier plan dans les États après les indépendances,, tels que :
- Ahmadou Ahidjo (Cameroun), élu en 1953
- Gabriel d'Arboussier (Sénégal), élu en 1947
- François Bouda (Haute-Volta), élu en 1947
- Boubou Hama (Niger), élu en 1947
- Jean-Jacques Boucavel (Gabon), élu en 1953
- Ahmed Boumendjel (Algérie), élu en 1950
- Joseph Conombo (Haute-Volta), élu en 1947
- Mamadou Coulibaly (Côte-d'Ivoire), élu en 1947
- Antoine Darlan (République centrafricaine), élu en 1947
- Maurice Gaudart (Inde française), élu en 1948
- Paul Hazoumé (Bénin), élu en 1947
- Modibo Keïta (Mali), élu en 1953
- Bougouraoua Ouedraogo, (Haute-Volta), élu en 1947
- Ibrahima Sar (Sénégal), élu en 1953
- Émile Derlin Zinsou (Dahomey), élu en 1953

En 1947, sont désignées 11 femmes (sur un total de 201 conseillers). En 1955, 10 femmes sont conseillères de l'Union française.

##### Fonctionnement
La séance inaugurale de l'Assemblée de l'Union française a lieu le 10 décembre 1947. La dernière séance se tient le 29 mai 1958. Élus en novembre 1947, les conseillers de l'Union française désignés par l'Assemblée nationale et le Sénat sont renouvelés en juillet 1952. Les conseillers issus des territoires d'outre-mer et des États associés le sont en 1953. L'Assemblée a d'abord son siège à la salle du Congrès à Versailles puis, en 1956, elle s'installe à Paris, au palais d'Iéna,,.
Elle a trois présidents successifs :
- Daniel Boisdon, élu en 1947 ;
- Jacques Fourcade, élu en janvier 1950 ;
- Albert Sarraut, élu en juin 1951 jusqu'en 1958.

Même si l'Assemblée n'a qu'une fonction consultative, de vifs débats s'y sont produits permettant aux Africains anciennement colonisés par la France de participer aux affaires politiques du pays. L'Assemblée a alors fonctionné comme une caisse de résonance des revendications africaines et a été un véritable espace d'émancipation politique qui a formé toute une génération d'hommes politiques africains.[réf. nécessaire]

#### Autres organes
Des assemblées territoriales sont instituées selon l'article 67 de la Constitution pour chaque territoire. Celles-ci sont élus par un double collège et sont notamment chargés d'élire à leur tour des représentants à l'Assemblée de l'Union française.
L'Afrique-Équatoriale française et l'Afrique-Occidentale française sont chacune dotée d'un Grand Conseil à partir de 1947.